# Ferenc Mádl
Ferenc Mádl (Bánd, 29 januari 1931 – Boedapest, 29 mei 2011) was een Hongaars hoogleraar en van augustus 2000 tot augustus 2005 president van Hongarije.

## Academische carrière
Mádl studeerde politiek en rechten aan de Loránd Eötvös Universiteit in Boedapest. Tussen 1961 en 1963 studeerde hij internationaal recht aan de Universiteit van Straatsburg. In 1974 behaalde hij een doctoraat voor zijn proefschrift The company and economic competition in the law of European economic integration.
In 1987 werd hij verkozen tot kandidaat lid van de Hongaarse Academie van Wetenschappen, om vervolgens in 1993 volwaardig lid te worden. In zijn wetenschappelijke activiteiten heeft hij zich voornamelijk beziggehouden met het civiele recht, internationaal privaatrecht, juridische problemen in verband met internationale economische betrekkingen en Europese wetgeving. Hij doceerde aan verschillende buitenlandse universiteiten als gastprofessor en is auteur van verschillende boeken en studies.

## Politieke carrière
Mádl was sinds begin jaren '90 actief in de politiek. De toenmalige minister-president József Antall benoemde hem toen tot minister zonder portefeuille. Zijn taak was om het wetenschapsbeleid van de overheid te leiden. In 1993 werd hij tot minister van Cultuur en Onderwijs benoemd, een functie die hij tot 1994 bekleedde.
In 1995 werd de partijloze Mádl door de toenmalige oppositiepartijen (MDF, KDNP en Fidesz) voorgedragen om president te worden. Hij verloor echter van het zittende staatshoofd Árpád Göncz. In 2000 werd hij wel verkozen tot president, de derde van Hongarije sinds de val van het communisme.
Mádl stelde zich niet beschikbaar voor een tweede termijn. Voor zijn opvolging werden twee kandidaten genomineerd: Katalin Szili en de voormalige voorzitter van het Hongaarse Constitutionele Hof László Sólyom. Sólyom werd verkozen en kreeg de presidentiële taken op 5 augustus 2005 van Mádl overgedragen.
Sindsdien doceerde hij opnieuw aan de Loránd Eötvös Universiteit. Hij was getrouwd met Dalma Némethy. Samen hadden ze een zoon en drie kleinkinderen.
Mátyás Szűrös (interim) · Árpád Göncz · Ferenc Mádl · László Sólyom · Pál Schmitt · László Kövér (interim) · János Áder · Katalin Novák · László Kövér (interim) · Tamás Sulyok